# Équipe d'Argentine de football à la Copa América 1935
L'équipe d'Argentine de football participe à sa 13e Copa América lors de l'édition 1935 qui a eu lieu à Lima au Pérou du 6 au 27 janvier 1935.

## Résultats
Les quatre équipes participantes sont réunies au sein d'une poule unique où chaque formation rencontre une fois ses adversaires. À l'issue des rencontres, l'équipe classée première remporte la compétition.
|   | Équipe    | Pts | J | G | N | P | BP | BC | Diff |
| - | --------- | --- | - | - | - | - | -- | -- | ---- |
| 1 | Uruguay   | 6   | 3 | 3 | 0 | 0 | 6  | 1  | +5   |
| 2 | Argentine | 4   | 3 | 2 | 0 | 1 | 8  | 5  | +3   |
| 3 | Pérou     | 2   | 3 | 1 | 0 | 2 | 2  | 5  | -3   |
| 4 | Chili     | 0   | 3 | 0 | 0 | 3 | 2  | 7  | -5   |

| 6 janvier  | Argentine | 4 | 1 | Chili     |
| 20 janvier | Argentine | 4 | 1 | Pérou     |
| 27 janvier | Uruguay   | 3 | 0 | Argentine |

### Matchs
| 6 janvier 1935 | Argentine                                             | 4 – 1 | Chili      | Estadio Nacional (Lima)                               |                                                       |
| | Lauri 28e · Arrieta 49e · García 57e · Masantonio 71e | (1 - 1) | Carmona 8e | Spectateurs : 25 000 Arbitrage : Miguel Serra Hurtado | Spectateurs : 25 000 Arbitrage : Miguel Serra Hurtado |
| Bello - Wilson, Scarcella - De Jonge, Minella, De Mare ( 45e Pajoni) - Lauri, Sastre, Masantonio, Zito ( 46e García), Arrieta | Équipes                                               | R. Cortés - Welch, A. Cortés - Gornall, Riveros, Araneda - Aranda, Giudice, Carmona ( 46e Sorrel), Vidal, Avilés |            | Spectateurs : 25 000 Arbitrage : Miguel Serra Hurtado | Spectateurs : 25 000 Arbitrage : Miguel Serra Hurtado |

| 20 janvier 1935                                                                                     | Argentine                             | 4 – 1 | Pérou           | Estadio Nacional (Lima)                      |                                              |
| | Masantonio 10e, 61e, 81e · García 50e | (1 - 1) | T. Fernández 2e | Spectateurs : 21 000 Arbitrage : César Pioli | Spectateurs : 21 000 Arbitrage : César Pioli |
| Bello - Wilson, Scarcella - De Jonge, Minella, De Mare - Lauri, Sastre, Masantonio, García, Arrieta | Équipes                               | Valdivieso - León ( De las Casas), A. Fernández - Denegri ( Rivero), Arce, D. García - Lavalle, Villanueva, T. Fernández ( 13e Góngora), Alcalde, Morales |                 | Spectateurs : 21 000 Arbitrage : César Pioli | Spectateurs : 21 000 Arbitrage : César Pioli |

| 27 janvier 1935 | Uruguay                               | 3 – 0 | Argentine | Estadio Nacional (Lima)                             |                                                     |
| | Castro 18e · Taboada 28e · Ciocca 36e | (3 - 0) |           | Spectateurs : 30 000 Arbitrage : Humberto Reginatto | Spectateurs : 30 000 Arbitrage : Humberto Reginatto |
| Ballestrero - Nasazzi, Muñiz - Zunino ( 75e Denis), L. Fernández, Pérez - Taboada, Ciocca, H. Castro, E. Fernández, B. Castro | Équipes                               | Bello ( 25e Gualco) - Wilson, Scarcella - De Jonge, Minella, De Mare ( 31e Sbarra) - Lauri, Sastre, Masantonio, García ( 29e Zito), Arrieta |           | Spectateurs : 30 000 Arbitrage : Humberto Reginatto | Spectateurs : 30 000 Arbitrage : Humberto Reginatto |

## Navigation